# OneSwarm
OneSwarm 為一個有隱私保護功能的點對點技術客戶端軟體，能夠与BitTorrent相容。為保護使用者的隱私，分享資料時透過一個分布式计算网络，又名"friend-to-friend"。
OneSwarm 建構於 Azureus (Vuze) BitTorrent 用戶端。

## 歷史
Oneswarm仍在測試階段，它的發展可追溯自2007年 Azureus 源碼庫的分支。
儘管是開放原始碼，Oneswarm在功能及除錯上仍然發展地很慢，但2010年的Oneswarm已經足以支援200,000名以上的使用者。
一個Friends server的源碼庫於2009年初開發，以允許使用者持續追蹤對方。不過鮮少Friends server使用這個源碼庫。

## 特點
OneSwarm 的特色除了隱私方面之外，還包括檔案搜尋、權限分享、網頁介面串流、即時轉碼以及遠端存取等功能。
為了保護隱私， OneSwarm 可以修改來源位址，並配合多路徑及多來源下載。

### 介面
OneSwarm的圖形用戶介面支援多種視頻與音頻格式的即時轉碼。由於它是一個網絡應用程序，所以視頻或音訊都可以瀏覽器上播放，普羅大眾也因此能更容易地適應它。

## 引用
1. ↑  .   [2015-01-08]. （原始内容存档于2015-05-15）.
2. ↑   (PDF).   [2009年4月6日]. （原始内容 (PDF)存档于2009年3月6日）.
3. ↑  .   [2015-01-08]. （原始内容存档于2015-02-06）.

## 外部連結
- 官方網站（页面存档备份，存于）
- OneSwarm friend-to-friend P2P likely to irk Big Content, ISPs（页面存档备份，存于）, ars technica
- OneSwarm network improves file-sharing control, anonymity（页面存档备份，存于）, beta news
- 法國 OneSwarm 社群
- 其他法國社群
- 俄羅斯 OneSwarm 社群（页面存档备份，存于）